# Friedrich Georg Tuve

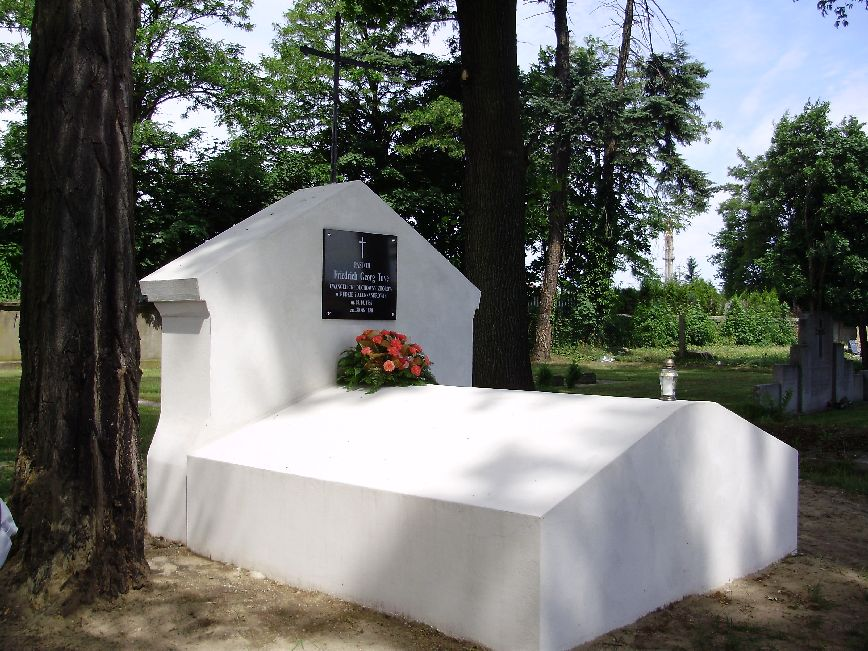
Familiengrabstätte

Friedrich Georg Tuve (* 8. Oktober 1759 in Großwechsungen, Grafschaft Hohnstein, Königreich Preußen; † 30. Juni 1830 in Aleksandrów Łódzki) war ein deutscher evangelisch-lutherischer Pastor.

## Familie
Tuve war das jüngste von insgesamt acht Kindern des Pastors Gottfried Kaspar Tuve aus Großwechsungen im heutigen Freistaat Thüringen und dessen Ehefrau Sophie Christiane, geb. Tölecke. Sein ältester Bruder Ludwig Christian Gebhard Tuve war von 1779 bis 1811 Pastor an der evangelisch-lutherischen Kirche zu Badenhausen. Ein anderer Bruder, der Kramer Matthias Gottfried Tuve, ist der Vorfahr einer bedeutenden Kaufmanns-Familie in Celle. Der dritte Bruder Ludwig August Tuve war zuletzt Gutsbesitzer in Thüringen. Vier weitere Geschwister waren Mädchen.
In den 1840 veröffentlichten Auszügen einer Chronik des Sohnes Carl Friedrich Adolf Tuve beschreibt dieser recht ausführlich die Lebensgeschichte seiner Schwiegereltern, des Oberamtmanns Johann Adolf Eckermann aus Thorstorf im Kirchspiel Bössow, und von dessen Ehefrau Dorothea Magdalene, geb. Burmeister. Die erste Ehefrau ist kurz vor der Geburt des siebten Kindes an Masern erkrankt und daran im Wochenbett verstorben. Der Witwer hat am 16. Februar 1793 in Rostock seine Cousine Margarethe Dorothea Elisabeth Lange, die Tochter eines Rechtsanwaltes aus Güstrow geheiratet. Aus dieser zweiten Ehe stammen weitere sechs Kinder. Der Vater Johann Adolf Eckermann ist genau an seinen 57. Geburtstag nach einem Schlaganfall verstorben.
Seine jetzt alleinstehende Frau hat ihre sieben noch lebenden Kinder auf einem bereits von dem Ehemann gepachteten Landgut in Mecklenburg über die Runden gebracht. Oft haben der Ernteertrag und die Erlöse aus der Viehwirtschaft nicht ausgereicht, die Pacht zu bezahlen. Die Familie hat mehr von den Einnahmen des Hausbesitzes in Güstrow, einer Erbschaft des verstorbenen Ehemannes, als von den Erträgen aus der Landwirtschaft leben müssen.

## Der Weg nach Polen
In dieser Situation hat die Witwe Eckermann von befreundeten Gutsbesitzern erfahren, dass in Polen das urbare Land und auch Wälder zu sehr niedrigen Preisen verkauft werden. Sie kam auf die vom Chronisten als unsinnig bezeichnete Idee, in Łęczyca im Bezirk Zgierz sechs Hufen urbares Land und ebenso viel Wald zu erwerben. Diese Beurteilung scheint zutreffend gewesen zu sein.
Das zur provisorischen Unterkunft errichtete Blockhaus mit dem teuersten Umzugsgut ist abgebrannt. Fast alles war verloren. In einem nicht weit entfernt gelegenen Schulhaus fand die Familie einen vorläufigen Unterschlupf. Die Mutter ist kurzfristig nach Mecklenburg zurückgekehrt, hat einen weiteren Teil ihres Hausbesitzes verkauft und damit versucht das neuerworbene Gut in Polen aufzubauen. Soviel die Familie auch an Kapital und Fleiß investiert hat, kam sie auf keinen grünen Zweig. Der hoffnungsvoll erworbene polnische Besitz wurde wieder verkauft. Die Familie ist nach Mecklenburg zurückgezogen, in das „Land Canaan“, wie es Pastor Tuve genannt hat.

## Pastor Tuve in Alexandrow
Friedrich Georg Tuve war Schüler in Halberstadt und seit dem 17. Oktober 1777 Student der Theologie in Helmstedt. Seine nächsten Spuren findet man erst wieder in Oberschlesien. Er arbeitete dort als Hauslehrer und Kapellenprediger bei dem Grafen Posadowski-Blotznitz.
Es scheint, dass Friedrich Georg Tuve die Familie Eckermann erst auf deren polnischem Gut kennengelernt hat. Sicher ist die am 16. Februar 1803 im Kirchenbuch der katholischen Pfarrei zu Zgierz eingetragene Ehe mit Johanna Margaretha Katharina, geb. Eckermann, die 1777 in Langen Brütz (Mecklenburg) geboren wurde, der ältesten Tochter aus zweiter Ehe.
Um das Jahr 1782 waren die ersten Siedler auf den Gütern des Grundherren Rafał Bratoszewski eingetroffen. Bald regte sich unter ihnen der Wunsch, eine deutsche Schule und ein Bethaus zu errichten. Die kleine Gemeinde hat einen eigenen evangelischen Prediger gesucht und sich nach einigen Schwierigkeiten mit anderen Bewerbern einstimmig für ihren ersten Seelsorger Friedrich Georg Tuve entschieden.
Nach der Gründungs-Genehmigung des Kirchspiels durch das kgl. Südpreußische Konsistorium hat Pastor Tuve im November 1801 seinen Dienst begonnen. Die deutsch-evangelischen Kolonisten haben mit dem vom katholischen Grundherren Bratoszewski großzügig bereitgestellten Grund und Baumaterial das gewünschte Schul- und Bethaus sowie ein Pfarrhaus errichten können. Am 23. Sonntag nach Trinitatis hielt Pastor Tuve den ersten Gottesdienst.
In einer mitreißenden Predigt am 28. Juni 1803 soll er seine Schäfchen zu einer Spendenaktion für eine neue Kirche aufgerufen haben. Mit diesen Spenden der Siedler und weiterer Unterstützung des Gutsherrn hat die junge Pfarrgemeinde im Jahr 1805 ein kleines Holzkirchlein errichtet. Dieses war nach nur etwas mehr als zehn Jahren schon wieder zu klein, weil auch regelmäßig Besucher aus benachbarten Dörfern gekommen waren. Deshalb wurde eine neue Holzkirche mit einem Glockenturm errichtet, die am 17. August 1817 geweiht werden konnte.
Inzwischen waren auch viele Katholiken zugewandert. Die katholischen Gutsherren Bratoszewski und Gedeon Goedel bestanden nun darauf, dass die vorhandene Kirche den Katholiken zur Verfügung gestellt wird.
Im Jahr 1822 wurde Alexandrow amtlich zur Stadt erhoben. Für die evangelischen Neu-Bürger der Stadt bedeutete es einen großen Vorteil, dass sie in Ruda-Bugaj ein geordnetes Gemeinwesen vorfanden. Sonntag für Sonntag zog eine immer größer werdende Schar von Besuchern nach der 2 – 3 Kilometer entlegenen Kirche.
Noch immer musste Pastor Tuve den Gottesdienst in der Schule abhalten. Der Bau einer neuen Kirche wurde zwar schon 1823 geplant und genehmigt. Aus verschiedenen Gründen hat sich die Fertigstellung der neuen Kirche im Zentrum der Stadt über Jahre verzögert. Letztendlich wurde der Pfarrsitz nach Alexandrow verlegt. Die Pfarrgemeinde hat hier eine neue, noch größere und prächtigere Steinkirche errichten lassen.
Am ersten Weihnachtsfeiertag des Jahres 1828 hat Pastor Tuve unter Teilnahme des Pastors aus dem nahe gelegenen Zgierz und etwa 3000 Personen die feierliche Einweihung dieser neuen Kirche vollzogen.
Mit einer großzügigen Erbschaft des verstorbenen Bürgermeisters Goedel von Alexandrow konnte 1843 eine dritte evangelische Kirche errichtet werden.
Die alte Kirche wurde abgetragen, verkauft und in einer anderen Pfarrei aufgestellt. Das hat er nicht mehr erlebt. Die in der neuen Kirche angebrachte Gedenktafel wurde im Zweiten Weltkrieg wieder entfernt. Heute wird die Kirche von der katholischen Pfarrgemeinde genutzt.
Pastor Tuves Verhältnis zu seinen Pfarrkindern kennzeichnen in klarer Weise die Worte, die er kurz vor seinem Tod geschrieben hat: Die mir anvertraut gewesenen Kolonien haben mit ungeheuchelter Dankbarkeit meine Bemühungen mit Liebe und Achtung belohnt.